# Isaac Lihadji
Isaac Lihadji, né le 10 avril 2002 à Marseille en France, est un footballeur français qui évolue au poste d'ailier droit à Al-Arabi SC.

## Biographie

### En club

#### Débuts
Né à Marseille en France de parents comoriens, Isaac Lihadji passe par le FC Septèmes avant de rejoindre le centre de formation de l'Olympique de Marseille. Il joue son premier match en professionnel le 24 septembre 2019, lors d'un match de championnat face au Dijon FCO. Il entre en jeu à la place de Hiroki Sakai lors de cette rencontre qui se solde par un score nul (0-0).

#### Lille OSC
Le 2 juillet 2020, Lihadji s'engage au LOSC Lille, signant ainsi son premier contrat professionnel avec Lille et non pas avec l'OM. Il joue son premier match sous ses nouvelles couleurs le 25 septembre 2020, lors d'un match de championnat face au FC Nantes en entrant en jeu à la place de Luiz Araújo (victoire 2-0 du LOSC). Avec Lille, Lihadji découvre la Ligue Europa, jouant son premier match le 5 novembre 2020 face à l'AC Milan. Il entre en jeu à la place de Jonathan Ikoné et son équipe s'impose sur le score de trois buts à zéro. Il est sacré champion de France le 23 mai 2021 avec le LOSC Lille.
Il inscrit le premier but de sa carrière professionnelle lors de la réception du FC Lorient le 19 janvier 2022. Il est titularisé lors de cette rencontre qui se solde par la victoire de son équipe par trois buts à un.
Après deux saisons en tant que remplaçant dans le Nord de la France, Isaac se retrouve en difficulté. Malgré une fin de saison ponctuée d'une passe décisive, un bon de sortie est donné au joueur, cependant, malgré l'intérêt de nombreux clubs,, l'ailier les décline, ayant notamment des exigences salariales élevées. Pour la saison 2022-2023, Isaac Lihadji se retrouve ainsi totalement écarté du groupe professionnel du LOSC Lille, une décision assumée par Olivier Létang, président du club.

#### Sunderland AFC
C'est au mercato hivernal qu'Isaac Lihadji trouve un point de chute, en effet poussé en dehors du groupe professionnel à Lille ainsi que du club, il visite les locaux du club de Sunderland. Le 26 janvier 2023, Isaac Lihadji s'engage finalement pour le Sunderland AFC pour deux saisons et demie.
Lihadji joue son premier match pour Sunderland le 11 février 2023, lors d'une rencontre de championnat face au Reading FC. Il entre en jeu à la place de Joe Gelhardt et son équipe s'impose par un but à zéro.

#### Al Duhail SC
Après un passage très peu concluant d'une durée de six mois à Sunderland, Isaac Lihadji signe un contrat avec le club qatari d'Al Duhail le 5 août 2023. Encore vu comme un talent au Moyen-Orient, en Europe, Lihadji n'est plus considéré comme une étoile montante mais un potentiel gâché.

### En sélection
En mai 2019, il est sélectionné afin de participer au championnat d'Europe des moins de 17 ans 2019 qui se déroule en Irlande. Lors de cette compétition, il joue quatre matchs. Il se met en évidence en délivrant une passe décisive en phase de poule contre la Suède. La France s'incline en demi-finale face à l'Italie.
En octobre et novembre 2019, il est sélectionné pour la Coupe du monde des moins de 17 ans organisée au Brésil. Lihadji se met de nouveau en évidence en inscrivant un but lors du premier match de poule face au Chili, puis un autre face à la Corée du Sud. Il marque enfin un dernier but en quart de finale contre l'Espagne. Il délivre également deux passes décisives lors de ce tournoi, pour un total de six matchs disputés. L'équipe de France est battue par le Brésil en demi-finale, et termine finalement troisième du mondial, en battant les Pays-Bas lors de la petite finale.
En novembre 2020, Lihadji est appelé pour la première fois avec l'équipe de France espoirs pour remplacer son coéquipier Jonathan Ikoné et fête sa première sélection face au Liechtenstein face à qui il se montre décisif en inscrivant également son premier but après être entré en jeu (0-5 score final).
Le 2 juillet 2021, il est retenu dans la liste des vingt-un joueurs Français sélectionnés par Sylvain Ripoll pour disputer les Jeux olympiques d'été de 2020 qui se déroulent à l'été 2021 au Japon.

## Statistiques
| Saison                | Club                   | Championnat           | Championnat | Championnat | Coupe(s) nationale(s) | Coupe(s) nationale(s) | Compétition(s) continentale(s) | Compétition(s) continentale(s) | Compétition(s) continentale(s) | Total | Total |
| Saison                | Club                   | Division              | M.          | B.          | M.                    | B.                    | Comp.                          | M.                             | B.                             | M.    | B.    |
| 2019-2020             | Olympique de Marseille | Ligue 1               | 2           | 0           | -                     | -                     | -                              | -                              | -                              | 2     | 0     |
| 2020-2021             | LOSC Lille             | Ligue 1               | 15          | 0           | 2                     | 0                     | C3                             | 4                              | 0                              | 21    | 0     |
| 2021-2022             | LOSC Lille             | Ligue 1               | 13          | 1           | 2                     | 0                     | C1                             | 3                              | 0                              | 18    | 1     |
| Sous-total            | Sous-total             | Sous-total            | 28          | 1           | 4                     | 0                     | -                              | 7                              | 0                              | 39    | 1     |
| 2022-2023             | Sunderland AFC         | Championship          | 6           | 0           | -                     | -                     | -                              | -                              | -                              | 6     | 0     |
| 2022-2023             | Al-Duhail SC           | Stars League          | 18          | 1           | 5                     | 2                     | AFC                            | 6                              | 0                              | 29    | 3     |
| 2022-2023             | Al-Arabi SC            | Stars League          | 15          | 1           | 6                     | 2                     | -                              | -                              | -                              | 21    | 3     |
| Total sur la carrière | Total sur la carrière  | Total sur la carrière | 69          | 3           | 15                    | 4                     | -                              | 13                             | 0                              | 97    | 7     |

## Palmarès
- France -17 ans
  - Coupe du monde -17 ans : (3e place 2019).
- Olympique de Marseille
  - Championnat de France : vice champion en 2020
- LOSC Lille
  - Championnat de France : Champion en 2021
  - Trophée des Champions : Vainqueur en 2021